# Кулганы
Кулганы́ (тат. Колгына) — деревня в Апастовском районе Республики Татарстан, в составе Деушевского сельского поселения.

## История
В «Списке населенных мест по сведениям 1859 года», изданном в 1866 году, населённый пункт упомянут как казённая деревня Кулганы 2-го стана Тетюшского уезда Казанской губернии. Располагалась при реке Свияге, по левую сторону почтового тракта из Казани в Симбирск, в 40 верстах от уездного города Тетюши и в 12 верстах от становой квартиры во владельческом селе Знаменское (Чипчаги). В деревне в 62 дворах жили 349 человек (165 мужчин и 184 женщины). Была мечеть.

## Население
| 1782 | 1859 | 1897 | 1908 | 1920 | 1926 | 1938 | 1958 | 1970 | 1979 | 1989 | 2002 | 2010 | 2015 |
| ---- | ---- | ---- | ---- | ---- | ---- | ---- | ---- | ---- | ---- | ---- | ---- | ---- | ---- |
| 46   | 349  | 624  | 727  | 705  | 577  | 472  | 356  | 349  | 311  | 203  | 191  | 184  | 166  |

Национальный состав села — татары.